# Gobierno ruso (1918-1919)
El Gobierno del Estado ruso, también conocido como Gobierno de Kolchak, fue el máximo órgano del poder estatal, formado como resultado de los acontecimientos del 18 de noviembre de 1918 en Omsk, que estuvieron encabezados por el Gobernante Supremo de Rusia, el almirante Aleksandr Kolchak.

## Composición del Gobierno
El gobierno estaba compuesto por el Gobernante Supremo, el Consejo de Ministros y el Consejo del Gobernante Supremo. El gobierno también incluyó la Conferencia Económica Extraordinaria del Estado, que luego se transformó en la Conferencia Económica del Estado. El 17 de diciembre de 1918, se creó una "Reunión Primaria" especial bajo el "Gobierno de Omsk", que se ocupaba de cuestiones de política exterior y coordinaba actividades con la delegación de la "Conferencia Política Rusa", que representaron a la Rusia Blanca en la Conferencia de Paz de París. Bajo Kolchak, se restauró el Senado del Gobierno (la máxima autoridad judicial). El Departamento de Milicias y Seguridad del Estado, incluido el Ministerio del Interior,quien era de hecho una estructura independiente. La dirección del trabajo ideológico estuvo encomendada al Departamento Central de Información en y al Departamento de Prensa en la Oficina del Consejo de Ministros. El gobierno estaba formado principalmente por exmiembros del Consejo de Ministros del Directorio de Ufa, que contribuyeron al golpe de Kolchak. Unió a lod regionalistas siberianos de la dirección de los cadetes, cadetes, socialistas populares, etc.

## Órganos permanentes del Gobierno

### Gobernante Supremo de Rusia
El Gobernante Supremo de Rusia, como jefe del estado, concentró en sus manos todas las ramas del poder: ejecutivo, legislativo, judicial. Tenía un poder ilimitado. Él era la máxima autoridad. Cualquier acto legislativo entraba en vigor solo después de la firma del Gobernante Supremo. Además, el Gobernante Supremo era al mismo tiempo el Comandante Supremo.
El poder del Gobernante Supremo se consideraba exclusivamente temporal, hasta la victoria del ejército blanco sobre los bolcheviques y la convocatoria de la Asamblea Constituyente.

### Consejo de Ministros
Bajo Kolchak, el Consejo de Ministros fue dotado de poderes extremadamente amplios. No era sólo un órgano ejecutivo, sino también legislativo. El Consejo de Ministros consideró los proyectos de los decretos y leyes debian primero ser aprobadas por el Gobernante Supremo.
Composición del Consejo de Ministros:
- Presidente del Consejo de Ministros (Vologodsky y Pepelyaev)
- Ministro del Interior (Gattenberger, Pepelyaev, Cherven-Vodali)
- Ministro de Relaciones Exteriores (Klyuchnikov, Tretyakov)
- Ministro de Hacienda (Mikhailov, Buryshkin)
- Vicepresidente del Ministerio de Finanzas (Khronovsky)
- Ministro de Justicia (Starynkevich, Telberg, Morozov)
- Ministro de Guerra (Stepanov, Lebedev, Diterikhs, Budberg , Khanzhin)
- Ministro Naval (Smirnov)
- Ministro de Trabajo (Shumilovsky)
- Ministro de Agricultura y Colonización (Petrov)
- Ministro de Ferrocarriles (Larionov)
- Ministro de Educación Pública (Sapozhnikov,Preobrazhensky )
- Ministro de Comercio e Industria (Shchukin,Mikhailov,Tretyakov,Okorokov)
- Ministro de Alimentos (desde el 27 de diciembre de 1918 - Alimentos y Abastecimiento) (Zefirov, Neklyutin)
- Ministro de Abastecimiento (hasta el 27 de diciembre de 1918) (Serebrennikov)
- Contralor del Estado del Consejo de Ministros (Krasnov)
- Gerente de los asuntos del Gobernante Supremo y el Consejo de Ministros (Telberg, Gins).

### Consejo del Gobernante Supremo

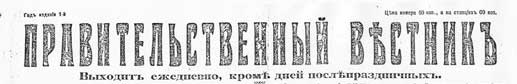
Logotipo del organismo oficial de gobierno

El Consejo del Gobernante Supremo formalmente era un órgano consultivo bajo el poder del gobierno del Gobernante Supremo, de hecho el órgano para tomar decisiones políticas importantes, formalizado legislativamente por decretos del Gobernante Supremo, el Consejo de Ministros. Fue establecido por orden de Kolchak del 21 de noviembre de 1918. Incluía:
1. Vologodsky
2. GattenbergeR. (desde mayo de 1919 fue reemplazado por Pepelyaev )
3. Mijailov
4. Telberg.
5. Sukin  (antes de él Klyuchnikov)
6. Cualquier otra persona (posiblemente varias) a discreción personal del Gobernante Supremo

El Consejo del Gobernante Supremo estaba destinado a convertirse en una especie de "cámara estelar". Su objetivo principal era establecer las líneas generales de la política, pero desde el principio rehuyó el tópico: eliminar las influencias

El resultado de la creación del Consejo del Gobernante Supremo fue que el Consejo de Ministros fue retirado de la política. El Consejo de Ministros perdió muchas de sus funciones ejecutivas, concentrándose casi exclusivamente en la actividad legislativa. Así que no duraria mucho
El Ministro de Finanzas Mikhailov ocupó el lugar central en el Consejo del Gobernante Supremo. Fue uno de los miembros más influyentes del gobierno, pero su popularidad no fue alta. Bajo la presión del público, el 16 de agosto de 1919, Mikhailov fue despedido. Después de eso, el Consejo del Gobernante Supremo comenzó a reunirse de manera extremadamente irregular y su importancia prácticamente desapareció.

## Órganos provisionales del Gobierno

### Congreso Económico Extraordinario del Estado
Pocos días después del golpe, el último controlador estatal del gobierno zarista, Fedosyev, presentó a Kolchak una nota sobre el establecimiento de una Conferencia Económica Estatal Extraordinaria. Según el proyecto original, se suponía que en él predominarían los representantes del comercio y la industria. El Consejo de Ministros amplió la representación de la cooperación. De esta forma, el decreto fue aprobado por el Gobernante Supremo el 22 de noviembre de 1918. Inicialmente, era casi exclusivamente una organización burocrática con la tarea de desarrollar medidas de emergencia en el campo de las finanzas, el abastecimiento del ejército y la restauración del aparato comercial e industrial, pero potencialmente podría convertirse en un órgano representativo, lo que sucedió el 2 de mayo de 1919, cuando el CEEE se transformó en la Conferencia Económica del Estado. El CEEE incluyó:
- Ministro de finanzas
- Ministro de Guerra
- Ministro de Alimentos y Abastecimiento
- Ministro de Comercio e Industria
- Ministro de Ferrocarriles
- Contralor del Estado
- 3 representantes de los directorios de bancos privados y cooperativas
- 5 representantes del Consejo de Congresos de Comercio e Industria de toda Rusia
- 3 representantes del Consejo de Congresos Cooperativos

### Conferencia Económica Estatal
La Conferencia Económica Estatal fue un organismo representativo que desarrolló medidas de emergencia en el campo de las finanzas, abasteciendo del ejército y restaurando el aparato comercial e industrial. Fue creado por decreto del Gobernante Supremo el 2 de mayo de 1919. La gran inauguración tuvo lugar el 19 de junio de 1919 en Omsk. Incluía a 60 miembros: ministros, representantes de bancos, cooperativas, asambleas de zemstvo y dumas de la ciudad, así como de las tropas cosacas de Siberia, Ural, Orenburg y Transbaikal . El presidente de este organismo era Gins. Tras la toma de Omsk por los rojos, la CEE se trasladó a Irkutsk, donde reanudaron las reuniones el 8 de diciembre.
Todos los proyectos de la Conferencia Económica Estatal Extraordinaria y la Conferencia Económica Estatal solo pordiran comenzar a implementarse después de su aprobación por el Gobernante Supremo.

### Órganos de control político
Después de llegar al poderKolchak comenzó la formación de un sistema de órganos de control político, que incluía contrainteligencia del ejército, control militar, seguridad estatal y algunas otras estructuras. Los órganos de control político se dedicaban a controlar a los empleados del aparato estatal, identificar a los opositores políticos y cumplían funciones de censura. Los órganos de control político tomaron parte directa en el terror contra los opositores políticos del movimiento blanco.

## Política exterior y reconocimiento internacional
El gobierno ruso fue reconocido formalmente ( de jure ) a nivel internacional por un solo estado: el Reino de los serbios, croatas y eslovenos . A fines de junio de 1919, el Encargado de Negocios del Ministerio de Relaciones Exteriores de Yugoslavia,  Milanković, llegó a Omsk, siendo aprobado como enviado en Belgrado.
De facto, el gobierno ruso fue reconocido por los países de la Entente (aliados de Rusia en la Primera Guerra Mundial ) y los países que surgieron después del colapso de los imperios europeos: Checoslovaquia, Finlandia, Polonia, y los estados bálticos.

## Disolución
En vísperas de la caída de Omsk, en la mañana del 10 de noviembre de 1919, el Consejo de Ministros partió hacia Irkutsk a lo largo del Ferrocarril Transiberiano. Aquí se encontró aislado del ejército y del Gobernante Supremo. El 14 de noviembre, cayó Omsk. El frente estaba empezando a desmoronarse. Deprimido por los fracasos, Vologda dimitió, lo que fue aceptado el 21 de noviembre. A Pepelyaev se le confió la formación de un nuevo gobierno, dejando Irkutsk para Kolchak.
Los levantamientos masivos comenzaron en toda Siberia, los blancos se retiraron inexorablemente hacia el este. En esta situación, el 21 de diciembre de 1919 estalló un levantamiento obrero en Cheremkhovo, apoyado el día 24 en la propia Irkutsk. La dirección del Gobierno fue asumida por el Gobernador del Ministerio del Interior Cherven-Vodali. El 28, él, junto con el ministro de Guerra  Khanzhin y el gerente interino del Ministerio de Ferrocarriles Larionov, formaron un cuerpo operativo de la administración estatal, la llamada "troyección". Debido a la pasividad de los checoslovacos, que declararon su neutralidad, la "troyectoria", que no contaba con el número adecuado de tropas a, se vio obligada a negociar con los líderes del levantamiento anti-Kolchak. Al percatarse de la proximidad de su derrumbe, el 4 de enero de 1920, Kolchak firmó un decreto prejuzgando su abdicación en favor del general Denikin, a quien estaba previsto traspasar el poder a su llegada a Verkhneudinsk; el poder en el Este de Rusia pasó al ataman Grigori Semiónov.
El 5 de enero, el poder sobre Irkutsk estaba en manos de loos Mencheviques. El gobierno ruso fue derrocado.
El primer ministro Pepelyaev fue fusilado junto con Kolchak  el 7 de febrero de 1920.

## Literatura
- Diario "Siberia soviética" No. 110 (181). Sábado 22 de mayo de 1920 Omsk (artículo: juicio de miembros del gobierno de Kolchak)
- Diario "Siberia soviética" No. 111 (182). domingo 23 de mayo de 1920 Omsk (artículo: juicio de miembros del gobierno de Kolchak)
- Diario "Siberia soviética" No. 113 (184). Miércoles 26 de mayo de 1920. Omsk (artículo: juicio de miembros del gobierno de Kolchak)
- Diario "Siberia soviética" No. 115 (186). viernes 28 de mayo de 1920 Omsk (artículo: juicio de miembros del gobierno de Kolchak)
- Diario "Siberia soviética" No. 117 (188). domingo 30 de mayo de 1920 Omsk (artículo: juicio de miembros del gobierno de Kolchak)
- Diario "Siberia soviética" No. 120 (191). viernes 4 de junio de 1920 Omsk (artículo: juicio de miembros del gobierno de Kolchak)